# 小花 (美洲豹)

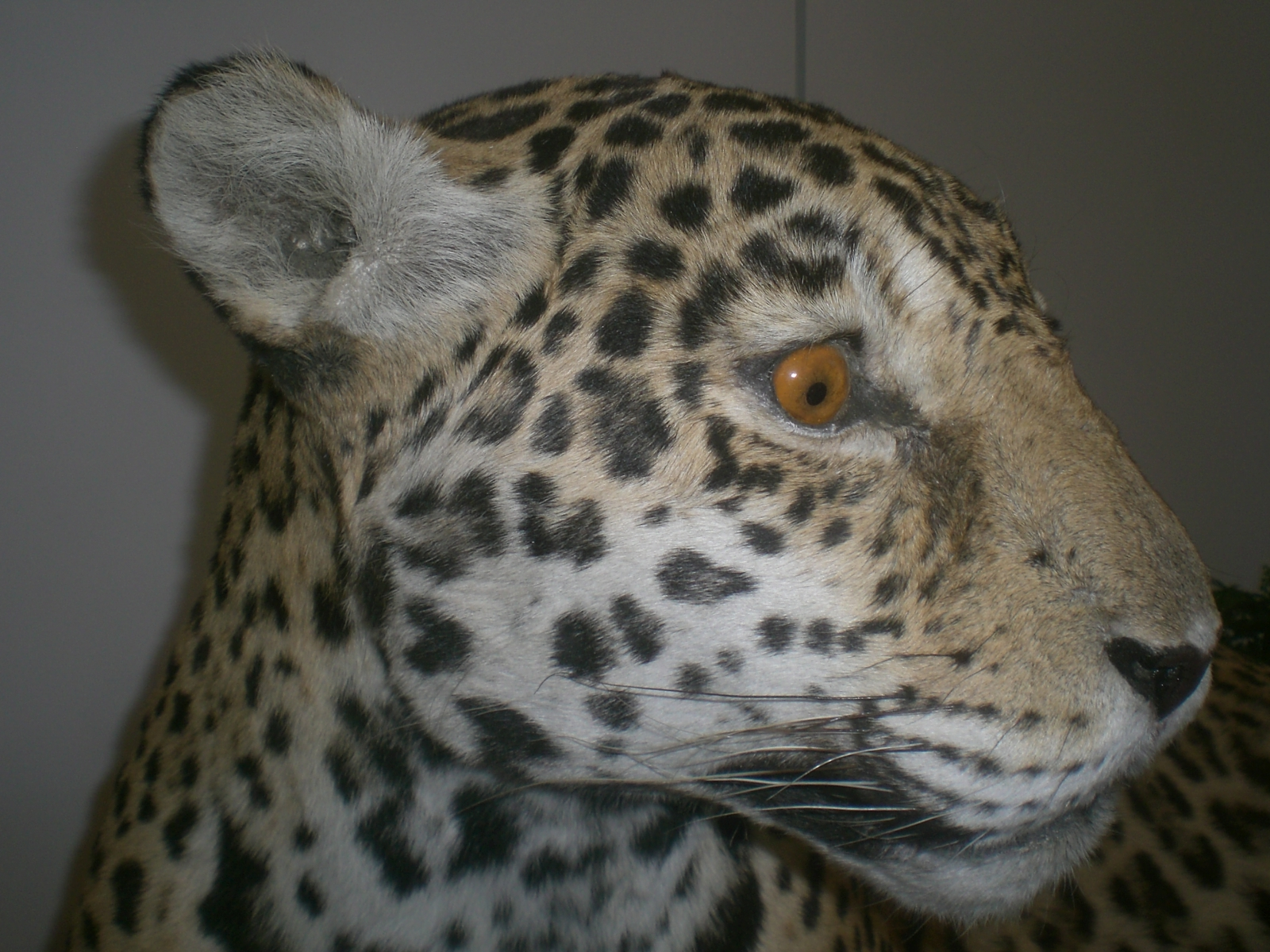

小花（1987年－2008年6月10日）獲譽為香港動植物公園的鎮園之寶，也是香港最後一頭飼養的大型貓科動物。
小花於1987年出生於德國柏林一間動物園，兩年後送往香港動植物公園飼養，期間曾誕下兩頭小美洲虎。其後園方將美洲豹籠舍擴充四倍，並先後引入兩頭美洲豹。小花最愛吃兔肉、以及在籠舍內的水池嬉水，
隨著年紀漸長，小花身體機能衰退活動範圍漸小，除了有大肚腩，右後腳亦有毛病，雖然獸醫已悉心治療，但小花最終仍敵不過歲月，2008年6月11日，因年老體衰去世，終年21歲。由於園方考慮美洲豹需要更大生存空間，最後決定不再引入到港。小花離世，標誌著香港繼荔園拆卸後，已再無場地飼養大型貓科動物。
小花去世後，由園方委託中國內地製成標本，並於2009年3月於動植物公園教育及展覽中心內作永久展出。